# Représentations diplomatiques en Uruguay

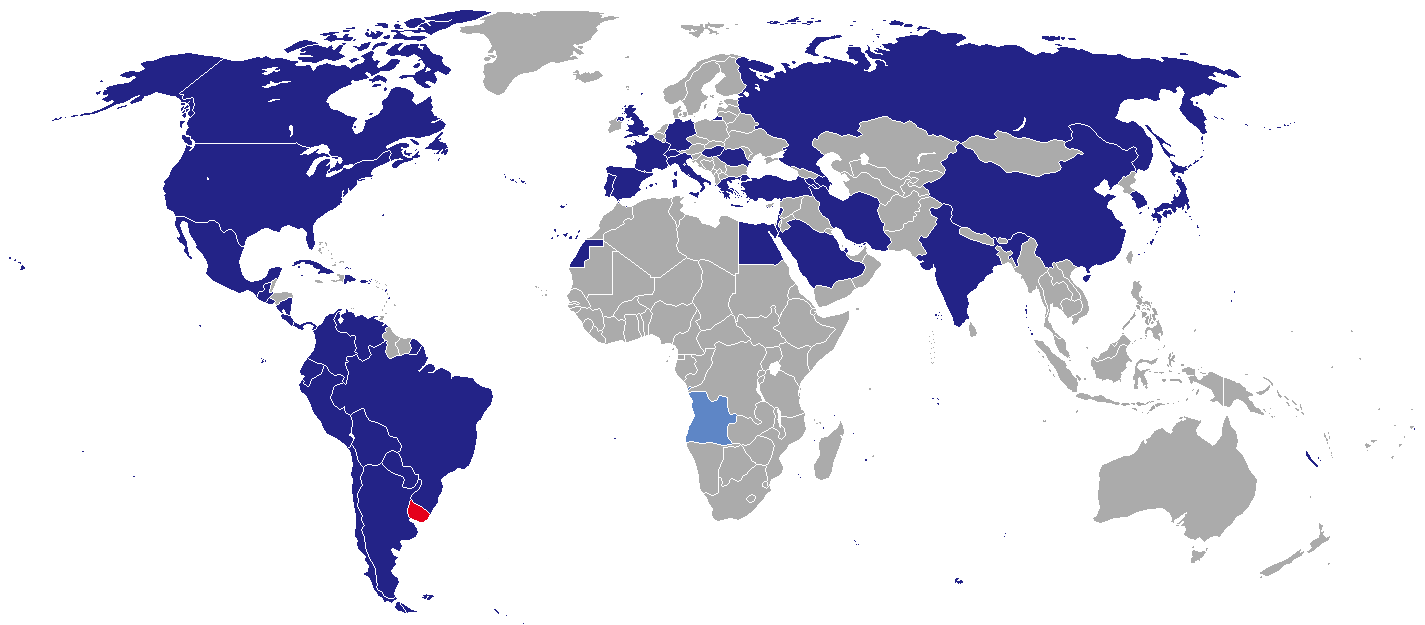
Carte des représentations diplomatiques en Uruguay

Voici une liste des représentations diplomatiques en Uruguay. Il y a actuellement 43 ambassades à Montevideo. Plusieurs pays ont des ambassades non résidentes.

## Ambassades
Montevideo

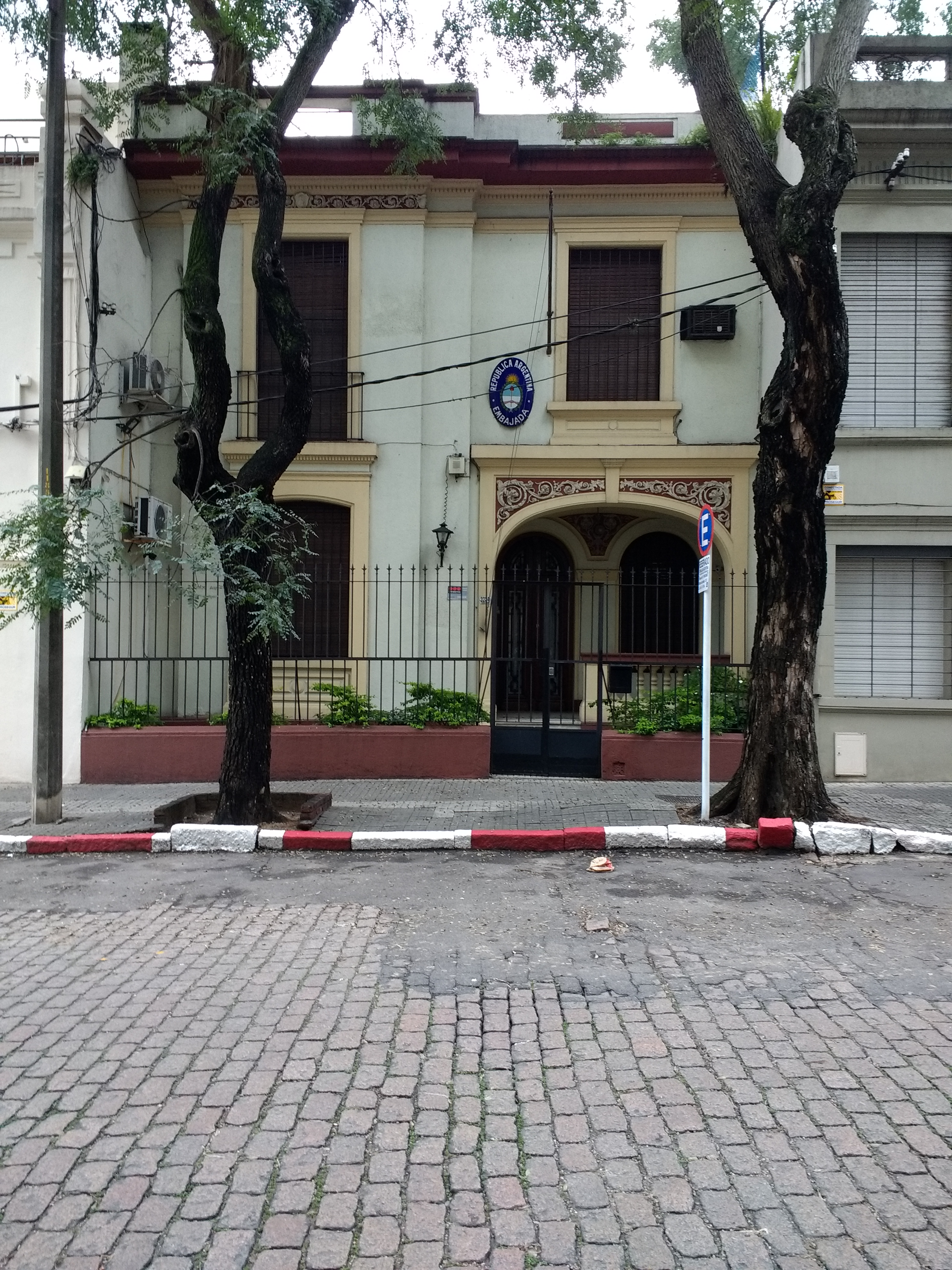
Ambassade du Argentine à Montevideo

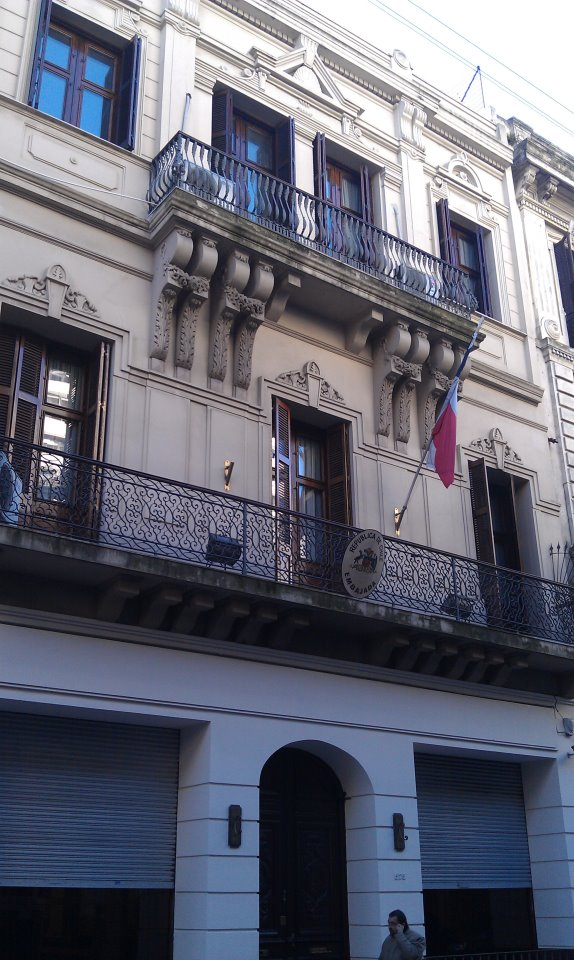
Ambassade du Chili à Montevideo

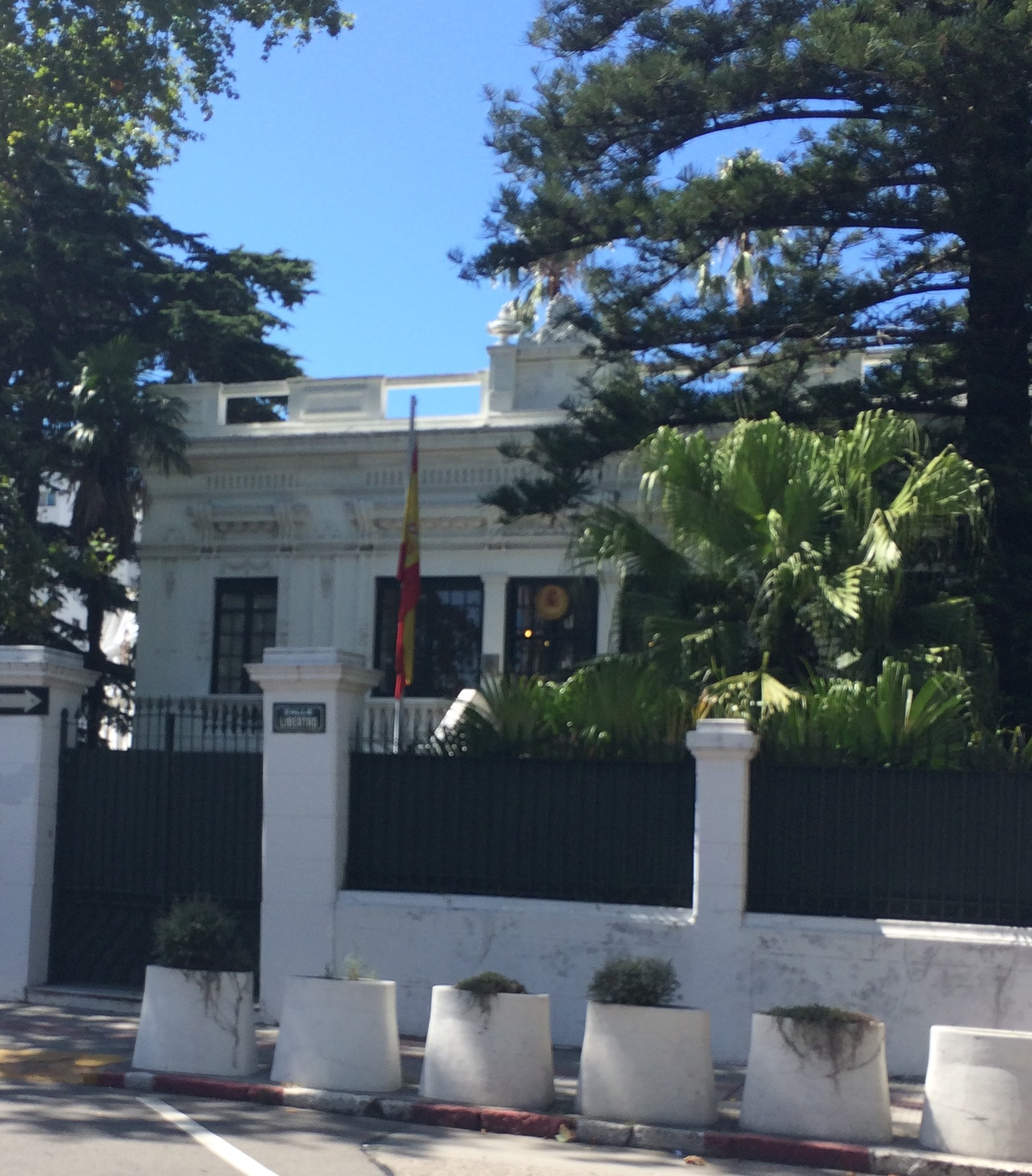
Ambassade d'Espagne à Montevideo

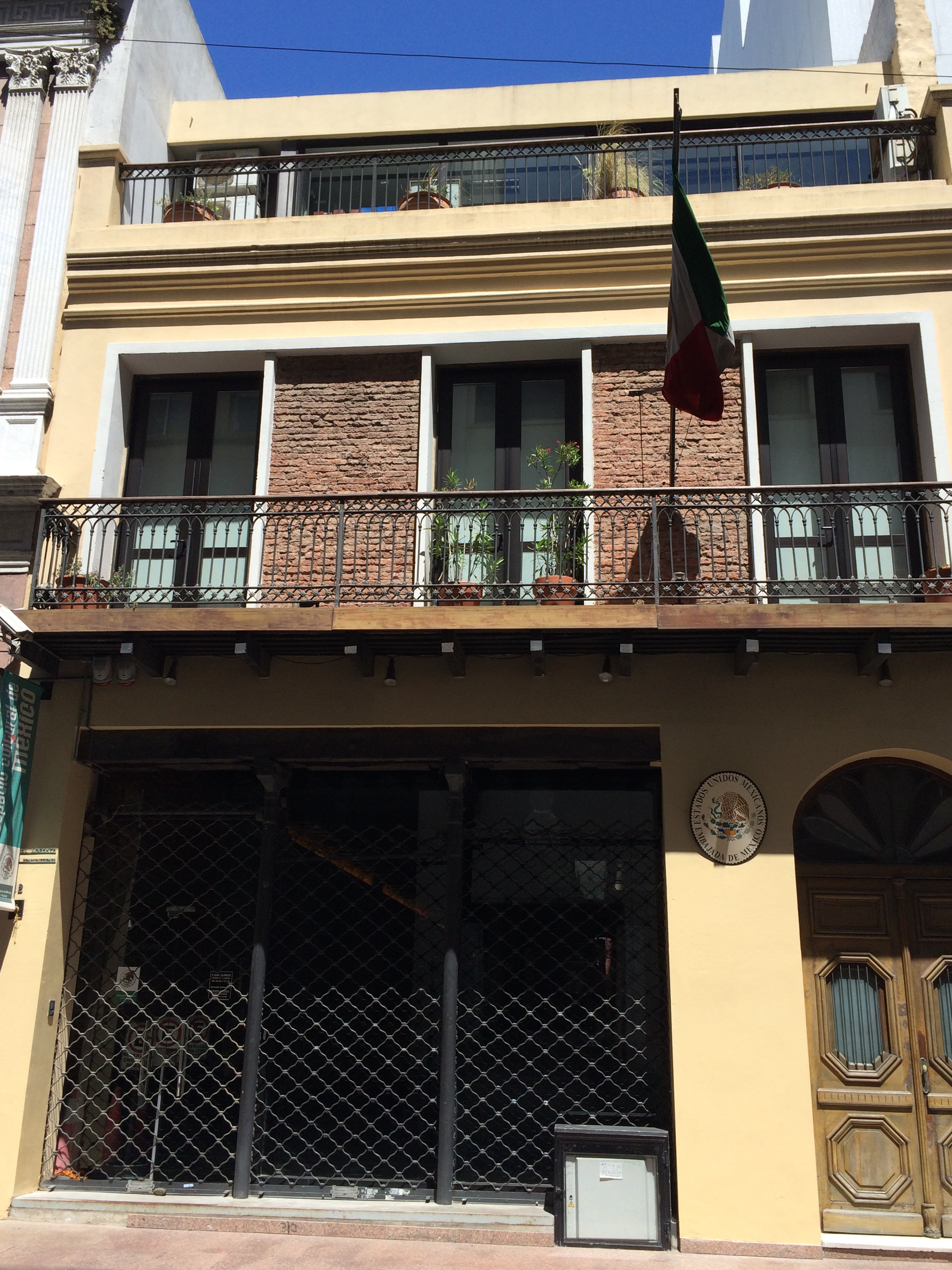
Ambassade du Mexique à Montevideo

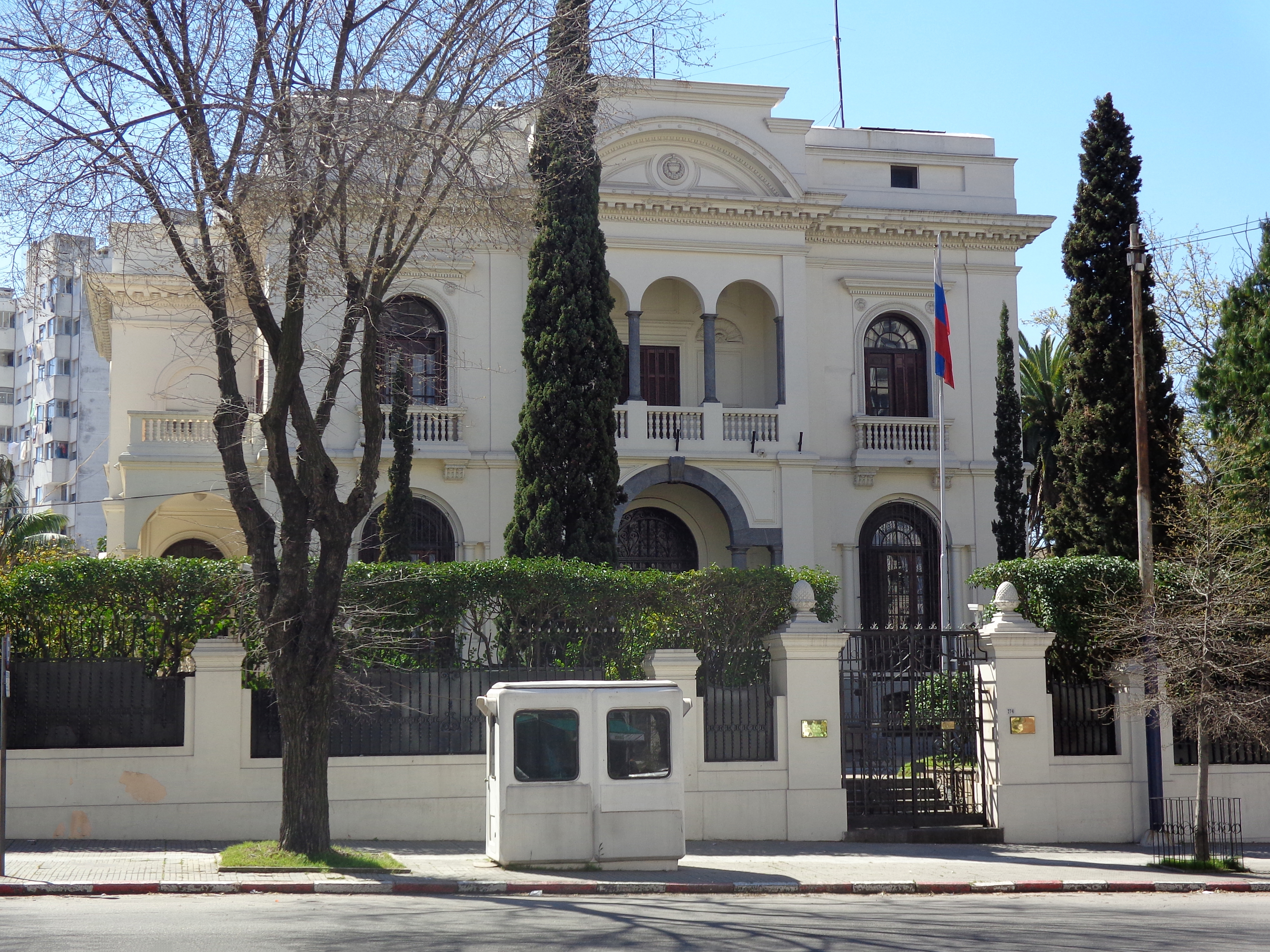
Ambassade de Russie à Montevideo

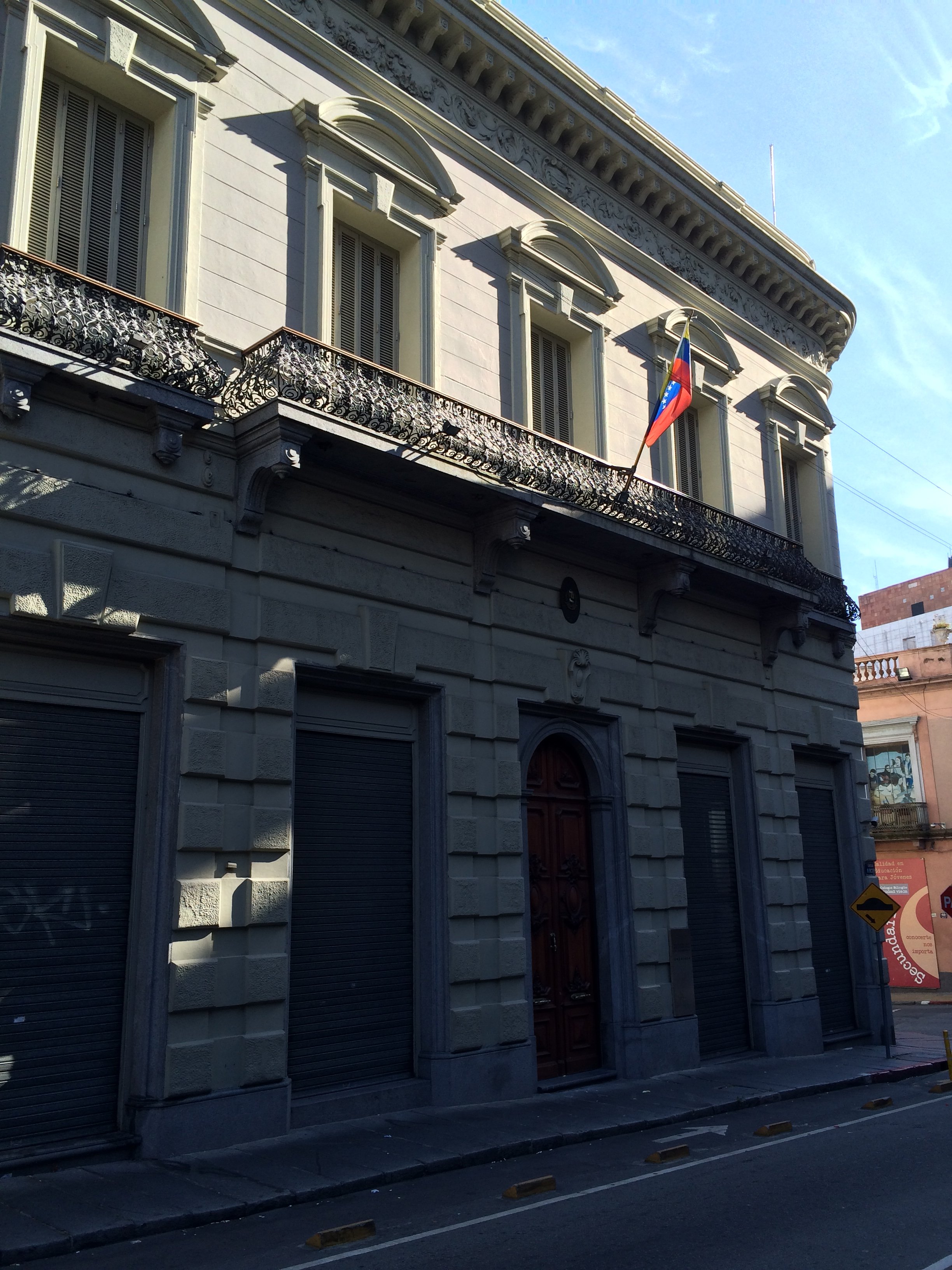
Ambassade du Venezuela à Montevideo

| - Allemagne - Arabie saoudite - Argentine - Azerbaïdjan - Bolivie - Brésil - Canada - Chili - Chine - Colombie - Corée du Sud - Costa Rica - Cuba - Égypte - Équateur - Espagne - États-Unis - France - Grèce - Guatemala - Iran - Israël | - Italie - Japon - Liban - Mexique - Nicaragua - Palestine - Panama - Paraguay - Pérou - Portugal - Qatar - République arabe sahraouie démocratique - République dominicaine - Roumanie - Royaume-Uni - Russie - Salvador - Suisse - Turquie - Vatican - Venezuela |

## Autres représentations
- Angola (Consulat général)
- Hongrie (Bureau d'ambassade)[1]
- Union européenne (Délégation)

## Consulats

### Vice consulat àArtigas
- Brésil

### Consulat àChuy
- Brésil

### Consulat àColonia del Sacramento
- Argentine

### Consulat àFray Bentos
- Argentine

### Consulat àMaldonado
- Argentine

### Consulat àPaysandú
- Argentine

### Vice consulat àRío Branco
- Brésil

### Consulat général àRivera
- Brésil

### Consulat àSalto
- Argentine

## Représentation des non-résidents

### Brasilia
- Angola
- Cameroun
- Côte d'Ivoire
- Danemark
- Ghana
- Guyana
- Kenya
- Namibie
- Oman
- Sénégal
- Suriname
- Trinité-et-Tobago
- Zimbabwe

### Buenos Aires
- Albanie
- Algérie
- Arménie
- Australie
- Autriche
- Belgique
- Biélorussie
- Bulgarie
- Croatie
- Émirats arabes unis
- Finlande
- Haïti
- Honduras
- Hongrie
- Inde
- Indonésie
- Irlande
- Koweït
- Libye
- Malaisie
- Maroc
- Nigeria
- Norvège
- Nouvelle-Zélande
- Pakistan
- Pays-Bas
- Philippines
- Pologne
- République démocratique du Congo
- République tchèque
- Serbie
- Singapour
- Slovaquie
- Slovénie
- Suède
- Syrie
- Thaïlande
- Tunisie
- Ukraine
- Viêt Nam

### Caracas
- Jamaïque

### La Valette
- Malte

### Madrid
- Chypre

### Nassau
- Bahamas

### New York
- Maldives
- Sierra Leone

### Santiago
- Jordanie
- Nicaragua

### Washington
- Bangladesh
- Islande
- Mali

## Anciennes ambassades
Fermées pour des raisons économiques
- Afrique du Sud
- Nicaragua
- Pays-Bas
- Pologne
- République tchèque